# تسا راس
تسا سارا راس CBE (انگلیسی: Tessa Sarah Ross، زادهٔ ۱۹۶۱) تهیه‌کننده و مدیر اجرایی فیلم اهل انگلستان است. او جایزه بفتا را برای مشارکت برجسته در سینمای بریتانیا دریافت کرده و در سال ۲۰۱۳ توسط برنامه Woman’s Hour به عنوان یکی از ۱۰۰ زن قدرتمند بریتانیا معرفی شد. راس عضو افتخاری مدرسه ملی فیلم و تلویزیون است. همچنین، در فهرست افتخارات سال نو ۲۰۱۰، به پاس خدماتش در صنعت رسانه، نشان CBE را دریافت کرد.